# Gestattungsvertrag
Der Gestattungsvertrag regelt schuldrechtlich den Verbotsverzicht und den Verzicht auf das Durchsetzen von Unterlassungsansprüchen des Rechteinhabers gegenüber dem Begünstigten. Wesentlicher Bestandteil ist die Einräumung und die Regelung von Nutzungsrechten. Miete, Pacht und Leihe sind die durch das Bürgerliche Gesetzbuch (BGB) geregelten Grundformen des Gestattungsvertrages, wobei der Begriff Gestattungsvertrag im BGB nicht definiert ist.

## Energieversorgung und Telekommunikation
Der Gestattungsvertrag spielt vor allem in den Bereichen der Energieversorgung und der Telekommunikation eine bedeutende Rolle, und zwar dort, wo die Dienstleistungserbringung (Versorgung) nicht Bestandteil des Vertrages ist, es sich also nicht um einen Konzessionsvertrag handelt. Vielmehr steht die Überlassung eines für die Versorgung notwendigen Rechtes im Mittelpunkt (Nutzungsrecht, Leitungsrecht, Wegerecht).
Der Gestattungsnehmer, also der Energieversorger oder das Telekommunikationsunternehmen, erhält mit der Gestattung die Erlaubnis eines Immobilieneigentümers, auf der Immobilie bzw. im Grundstück Leitungen und Anlagen (Kabel, Rohrleitungen, Kanal, Trafostationen, Mobilfunkanlagen etc.) zu verbauen, zu verlegen, zu betreiben und/oder zu belassen.
Die Vertragsgestaltung ist der des Pachtvertrages sehr ähnlich. Da jedoch keine Fruchtziehung erfolgt, somit kein Ertrag gewonnen wird, unterscheidet man beide Vertragsarten.
Für die Duldung bzw. die Erlaubnis erhält der Immobilieneigentümer vom Gestattungsnehmer in der Regel eine finanzielle Entschädigung. Die Höhe der Entschädigung ist Verhandlungssache und richtet sich gewöhnlich nach dem Maß der Beeinträchtigung durch die Gestattung. Die finanzielle Entschädigungsleistung wird in diesem Falle auch Gestattungsentgelt genannt und kann einmaliger oder regelmäßig wiederkehrender Natur sein.
Charakteristisch für den Gestattungsvertrag ist die Pflicht des Eigentümers, die Anlage zu dulden sowie frei von Schäden und Behinderungen zu halten. Im Gegenzug dazu verpflichtet sich der Gestattungsnehmer zur Haftung für Schäden, die aus der Gestattung entstehen.
Im Falle des Energieversorgers hat dieser in aller Regel ein Interesse an der Langfristigkeit einer solchen Vereinbarung, so dass dem Gestattungsvertrag oft eine dingliche Sicherung der Anlagen und Leitungen in Form einer beschränkten persönlichen Dienstbarkeit oder einer Grunddienstbarkeit folgt. Der Gestattungsvertrag wird dann der Grundbuchakte hinzugefügt und regelt die Bedingungen der Dienstbarkeit.

## Sonstige Gestattungen

### Nutzungsgestattung ohne wesentliche Besitzüberlassung
Ein weiterer Anwendungsbereich für den Gestattungsvertrag ist die Regelung der sonstigen Nutzung fremden Grundeigentums außerhalb von Pacht und Miete (Überbauung, Wegenutzung, Überhang etc.). Hier kann der Gestattungsvertrag als schuldrechtlicher Ersatz für eine Grunddienstbarkeit bzw. eine beschränkte persönliche Dienstbarkeit herangezogen werden.
Beispiel:
A nutzt eine kleine Teilfläche des Grundstückes von B für die Zufahrt zu seiner Garage. Eine eigentumsmäßige Bereinigung ist nicht gewünscht. Ebenso soll das Grundstück des B nicht durch eine Grunddienstbarkeit belastet werden.
A und B schließen einen Gestattungsvertrag über die Mitnutzung im Rahmen eines Überfahrtsrechtes/Wegerechtes.
Ebenfalls hier einzuordnen sind Gestattungen über das Aufstellen von Werbeträgern, zum Beispiel einer Werbetafel auf einem Grundstück nahe einer vielbefahrenen Straße.

### Übertragung von Namensrechten
Gestattungsverträge finden auch Anwendung im Rahmen der Übertragung der Nutzungsrechte an Namen. So ist der bürgerliche Name einer natürlichen Person zwar unübertragbar und unvererbbar, jedoch kann der Namensträger im Rahmen eines Gestattungsvertrages einem Dritten erlauben, den Namen zu verwenden. Ein solcher Gestattungsvertrag entfaltet keine dingliche Wirkung, sondern regelt schuldrechtlich den Verzicht des Namensträgers auf die Durchsetzung von Unterlassungsansprüchen.

### Gestattungsvertrag im Filmrecht
Der Betroffene räumt in Form eines Gestattungsvertrages gegenüber dem Produzenten die zur Verfilmung seiner Geschichte notwendigen Nutzungsrechte an Informationen unter gleichzeitiger Duldung der damit verbundenen Persönlichkeitsrechtsverletzungen ein.